# Gare de Romorantin-Blanc-Argent
La gare de Romorantin-Blanc-Argent est une gare ferroviaire française de la ligne de Salbris au Blanc, située sur le territoire de la commune de Romorantin-Lanthenay, dans le département de Loir-et-Cher, en région Centre-Val de Loire.
C'est une gare de la Société nationale des chemins de fer français (SNCF) desservie par les trains du réseau TER Centre-Val de Loire.

## Situation ferroviaire
Établie à 84 m d'altitude, la gare de Romorantin-Blanc-Argent est située au point kilométrique (PK) 207,227 de la ligne de Salbris au Blanc, entre les gares du Faubourg-d'Orléans et des Quatre-Roues et au PK 131,005 de l'ancienne ligne de Villefranche-sur-Cher à Blois, aujourd'hui en grande partie déposée.

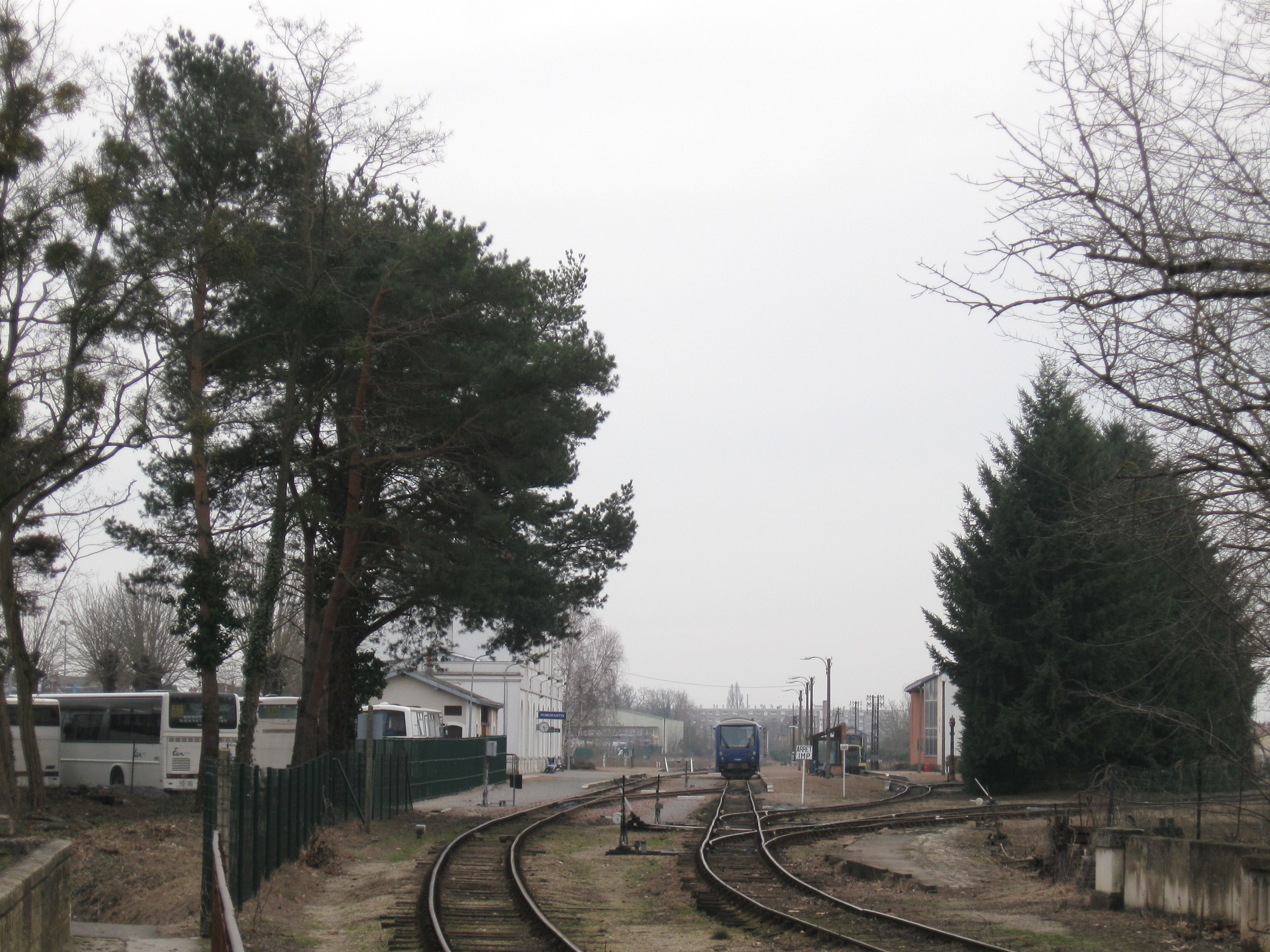
Vue générale de la gare.

## Histoire
La gare est située sur la dernière section encore en service de la ligne du Blanc-Argent, une ligne à voie métrique. Elle était autrefois desservie également par la ligne de Villefranche-sur-Cher à Blois, aujourd'hui désafectée et déferrée entre Blois et Romorantin.
La ligne du Blanc-Argent, qui devait être construite à l'écartement normal, fut finalement construite à l'écartement métrique. La ligne est ouverte le 26 décembre 1901 depuis Salbris, sur la ligne Paris - Toulouse, puis jusqu'à Ecueillé le 6 octobre 1902. En 2011, des travaux de modernisation de la voie (changement des rails et des traverses, renouvellement voie ballast) sont effectués à hauteur de 13,6 millions d'euros. De 2012 à 2015 l'exploitation se faisait en navettes, avec changement à Romorantin. Depuis 2015, on peut à nouveau faire Salbris - Valençay sans changement. Après appels d'offres, Keolis se voit concéder l'exploitation de la ligne de 2015 à 2031.
La ligne de Villefranche-sur-Cher à Blois est cependant la première ligne à desservir Romorantin. Une première section est en effet créée dès le 13 octobre 1883 jusqu'à Blois. La ligne sera fermée aux voyageurs en 1939 et abandonnée entre Blois et Romorantin. Cette section sera déclassée le 12 novmebre 1954.

## Fréquentation
|                           | 2015    | 2016    | 2017    | 2018    | 2019    | 2020    | 2021    | 2022    | 2023    |
| ------------------------- | ------- | ------- | ------- | ------- | ------- | ------- | ------- | ------- | ------- |
| Voyageurs                 | 91 970  | 85 635  | 87 617  | 95 950  | 119 781 | 96 061  | 125 534 | 208 914 | 138 084 |
| Voyageurs + Non voyageurs | 114 963 | 107 044 | 109 521 | 119 938 | 149 727 | 120 077 | 156 918 | 261 143 | 172 605 |

La gare a été fréquentée par 138 084 personnes en 2023. Le record a été atteint en 2022 avec 208 914 personnes.

## Service des voyageurs

### Accueil
Gare SNCF, elle dispose d'un bâtiment voyageurs avec guichet.
Elle est équipée de deux quais latéraux, encadrant deux voies. Le changement de quai se fait par un platelage posé entre les voies (passage protégé).

### Desserte
En semaine, il y a 7 trains de Salbris à Romorantin, dont 4 continuent vers Valençay, ainsi qu'un TER Romorantin - Valençay et un car entre Salbris et Romorantin. Le week-end on trouve entre 3 et 4 trains selon le sens, dont seuls 1 ou 2 sont directs Salbris - Valençay.

### Intermodalité
La gare est desservie par les lignes 4 et 15 du réseau Route 41. Un parking pour les véhicules et les vélos y est aménagé.

## Dépôt de Romorantin
Le dépôt de Romorantin assure l'entretien et la maintenance de tous les trains de ligne du Blanc Argent grâce à un nouveau bâtiment construit en 2000.

## Galerie de photos

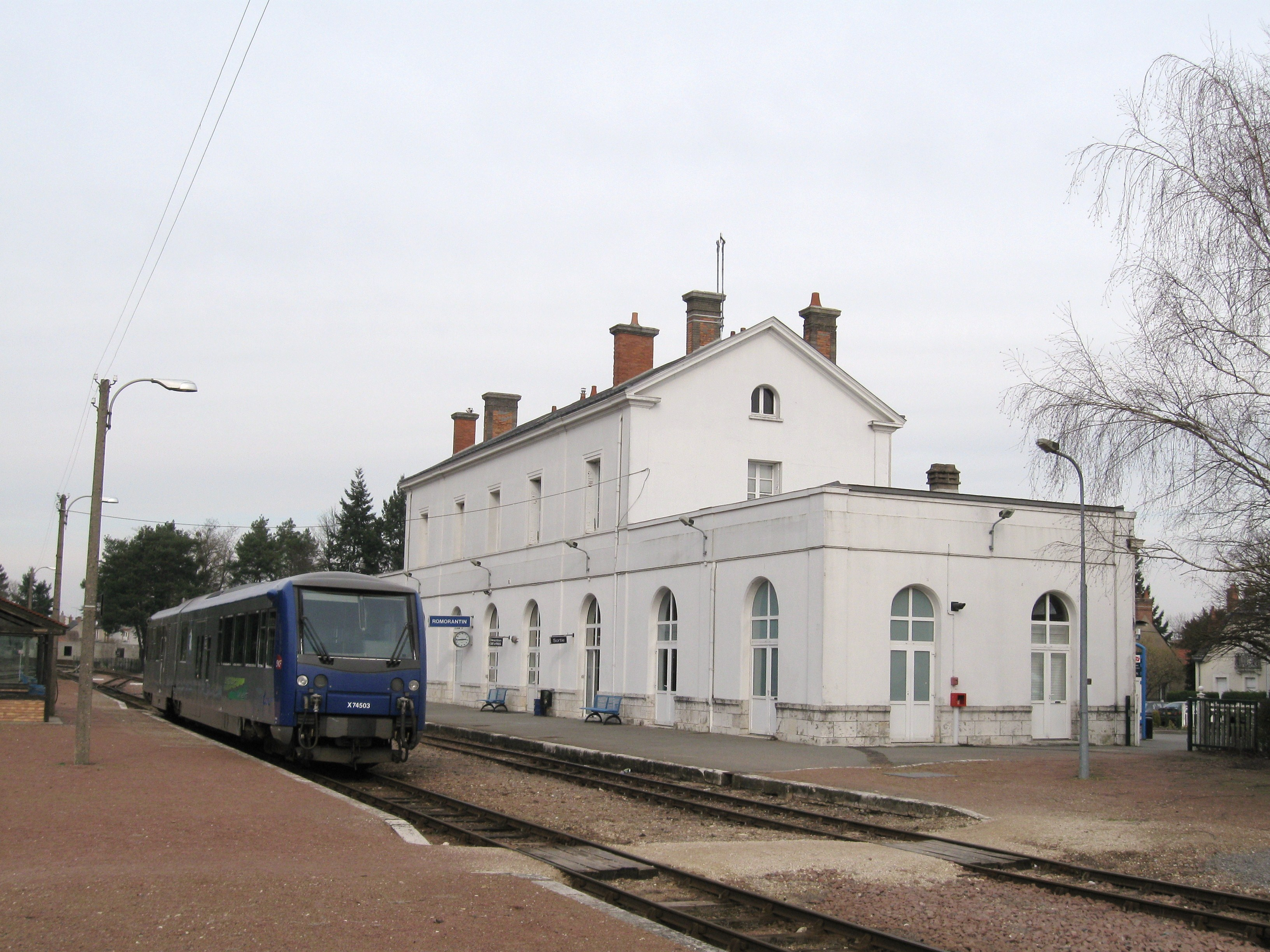
Les quais de la gare.
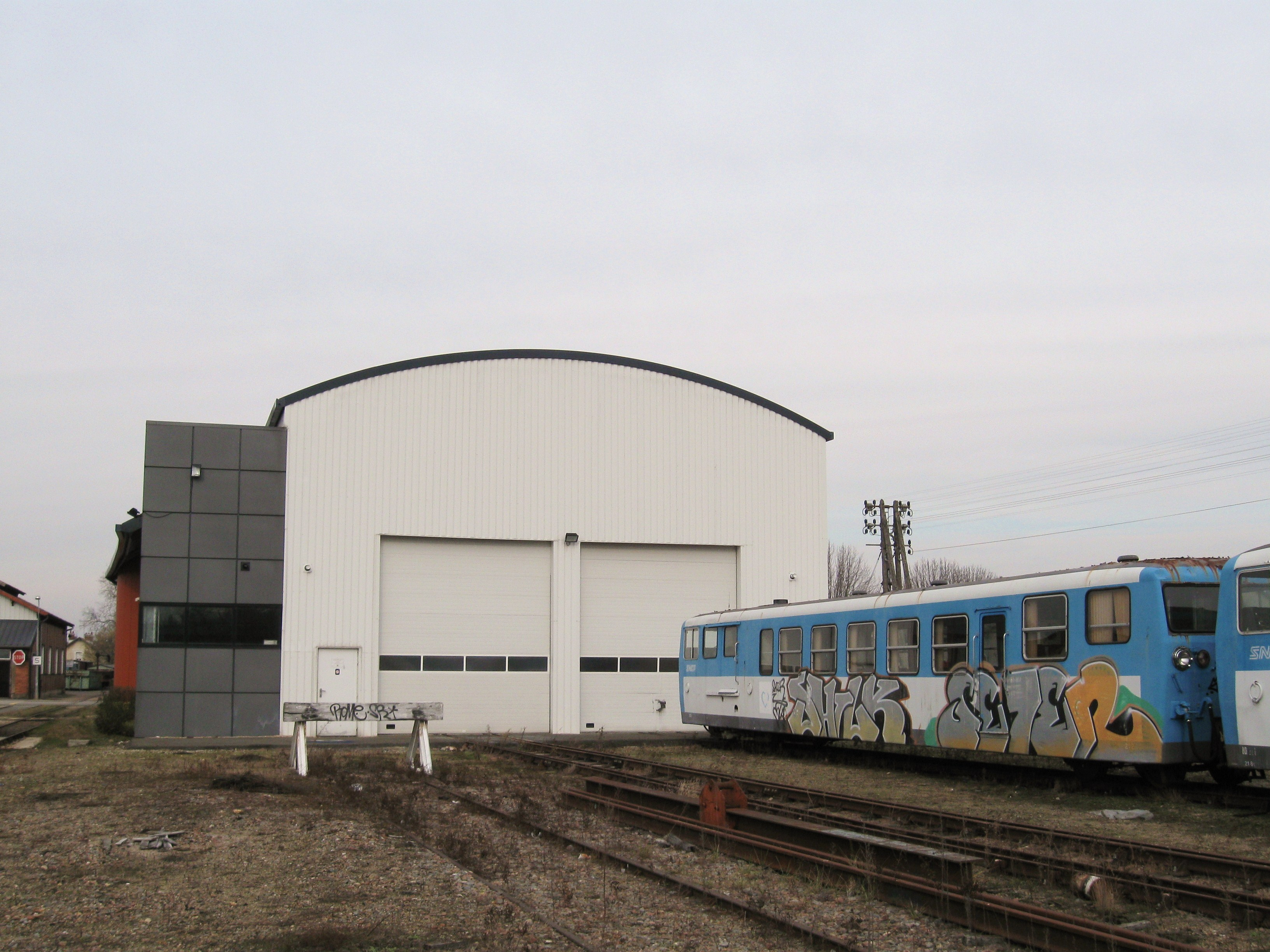
Le dépôt de Romorantin.
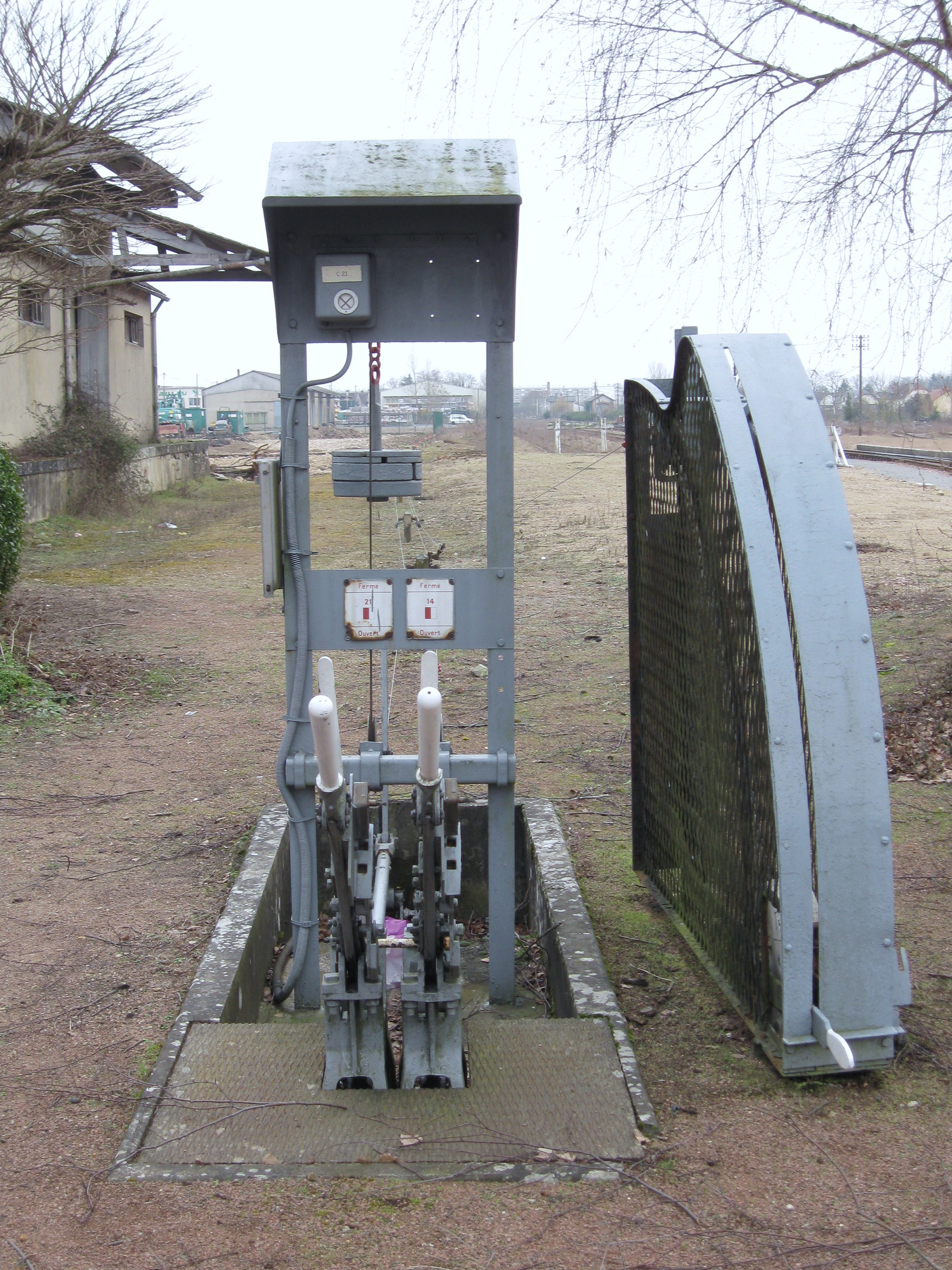
Les commandes manuelles des carrés mécaniques de la gare.
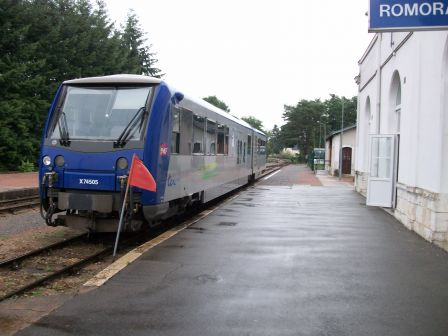
L'autorail X 74505 en gare.